# ГЕС Gàixiàbà
ГЕС Gàixiàbà (盖下坝水电站) — гідроелектростанція у центральній частині Китаю в провінції Чунцін. Використовує ресурс із річки Чангтан (Zhǎngtānhé), правої притоки Янцзи.
В межах проекту річку перекрили бетонною арковою греблею висотою 160 метрів, довжиною 153 метра та шириною по гребеню від 6 до 11 метрів, яка потребувала 197 тис. м3 матеріалу. Вона утримує водосховище з об'ємом 354 млн м3 (корисний об'єм 203 млн м3), в якому припустиме коливання рівня поверхні у операційному режимі між позначками 352 та 392 метра НРМ (під час повені до 393,8 метра НРМ).
Зі сховища через лівобережний гірський масив прокладено дериваційний тунель довжиною 7,1 км з діаметром 5,6 метра, який транспортує ресурс до машинного залу, спорудженого на позначці 218 метрів НРМ. Тут встановлено три турбіни типу Френсіс потужністю по 44 МВт, які використовують напір у 310 метрів та забезпечують виробництво 372 млн кВт-год електроенергії на рік.